# Bazylika św. Marcina w Venlo
Bazylika św. Marcina (nid. Sint-Martinus-Basilika) – gotycka świątynia rzymskokatolicka znajdująca się w holenderskim mieście Venlo. Od 2018 nosi godność bazyliki mniejszej.

## Historia
Według legendy kościół w tym miejscu, pod wezwaniem Ducha Świętego, wzniesiono ok. 720–750 roku, po chrystianizacji tych terenów przez św. Plechelma. Jednak wedle badań archeologicznych poprzednikiem obecnej świątyni był kościół salowy z IX wieku o wymiarach 5 na 10 metrów. Na jego miejscu około 1000 roku wzniesiono romański kościół na planie krzyża, a w XIII dobudowano do niego nawy boczne, przekształcając go w kościół halowy. W 1410 rozpoczęto budowę gotyckiej świątyni, w 1430 poświęcono prezbiterium, w 1480 wybudowano wieżę, a do 1500 roku dobudowano dwie kolejne absydy, transept i naw boczne. Wieża uległa uszkodzeniu wskutek oblężenia z 1511 i trzęsienia ziemi z 1534. W 1611 południową nawę przedłużono o dwa przęsła. Gdy 1774 spadające z wieży odłamki zabiły syna radnego z Geldrii, zdecydowano się na jej rozebranie. W 1879 wieża została odrestaurowana i podwyższona przez Pierre’a Cuypersa o smukłą iglicę z trzema narożnymi wieżyczkami. W 1944 iglica i dach spłonęły wskutek nalotu wojsk alianckich, a jesienią 1945 wieża zawaliła się podczas burzy. W 1946 rozpoczęto renowację pod okiem Julesa Kaysera, w latach 1951–1953 wzniesiono nową wieżę. W 1959 do czterech wiszących na wieży dzwonów bujanych dodano 44-dzwonowy karylion z ludwisarni Petit & Fritsen, a w 1999 zestaw powiększono do 53 dzwonów. 16 października 2018 papież Franciszek wyniósł kościół do godności bazyliki mniejszej.

## Architektura i wyposażenie
Świątynia gotycka, trójnawowa, o układzie halowym, z transeptem. Nawa północna jest węższa od pozostałych. Trójnawowe prezbiterium jest zakończone trzema absydami. W prezbiterium stoją późnogotyckie stalle oraz renesansowe tablice zdobiące niegdyś ich tylne części. Miedziana chrzcielnica pochodzi z lat 1619–1621, dekoruje ją scena chrztu Chrystusa w Jordanie. Ołtarz główny zaprojektował w 1898 roku ks. Joseph Windhausen. Przed ołtarzem ustawiono relikwiarz z fragmentem płaszcza św. Marcina. We wnętrzu podziwiać można również m.in. krucyfiks z 1614 autorstwa Gregoriusa Schysslera, barokową ambonę z 1707 i cykl obrazów Jana van Clevego. Witraże zostały wykonane przez Fransa Nicolasa (1874), Stratena van Booma (1924, 1925, 1930, 1943, 1948), Charlesa Eycka (1925, 1950) i Daana Wildschuta (1960, 1980). Trzymanuałowe organy wykonano w 1952 roku w warsztacie Verschueren Orgelbouw.

## Galeria

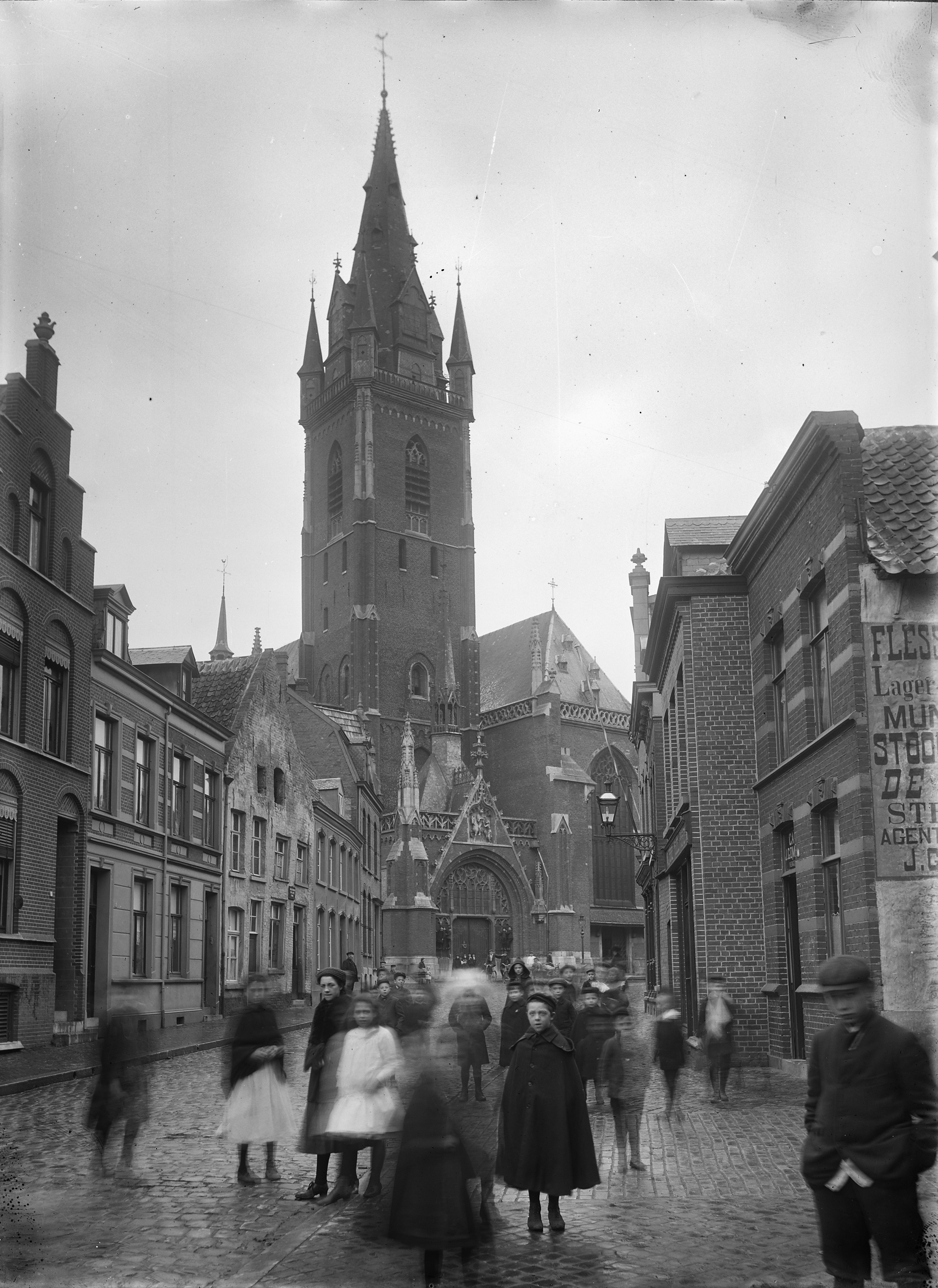
Widok w 1912
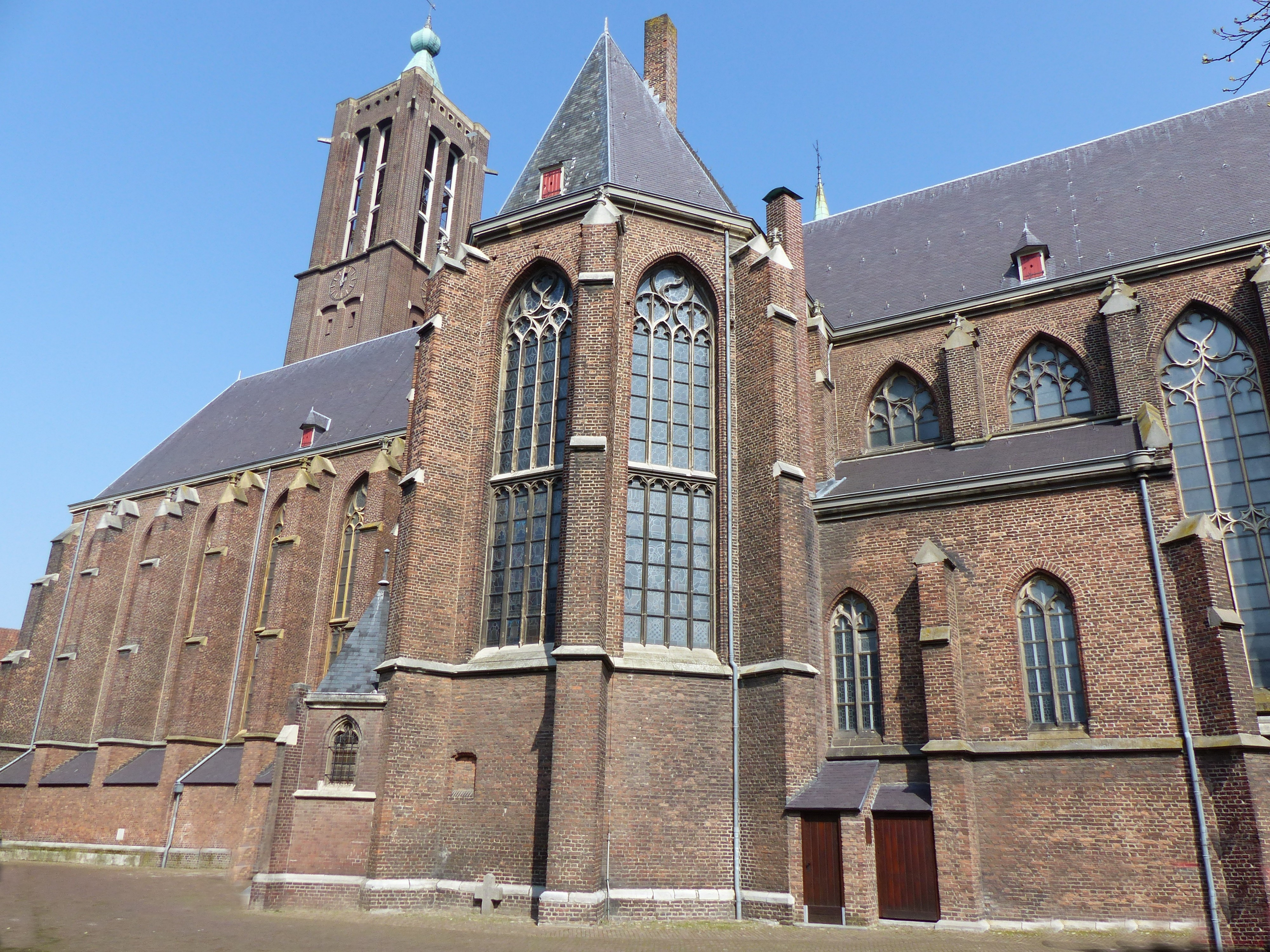
Południowa elewacja
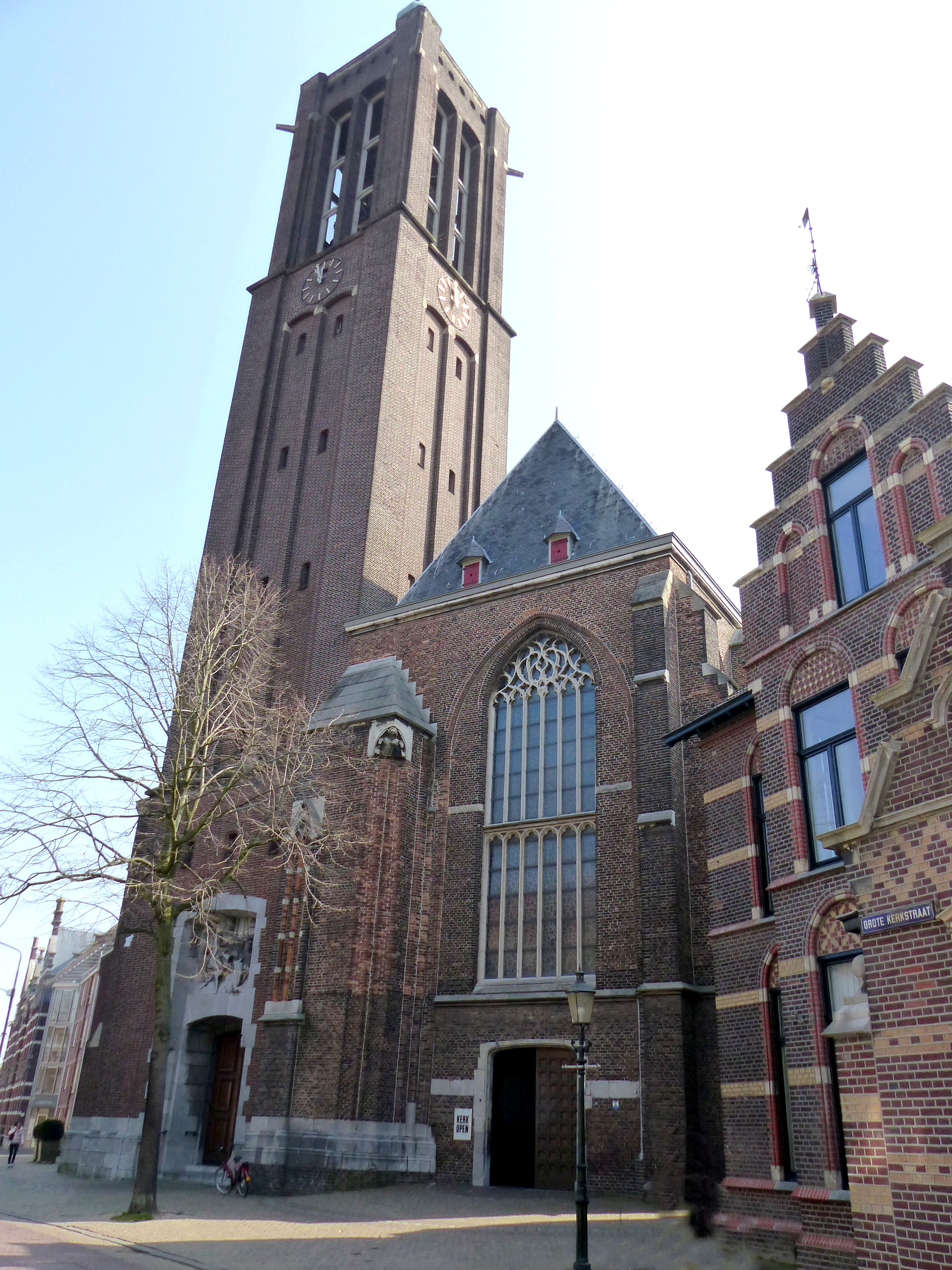
Fasada
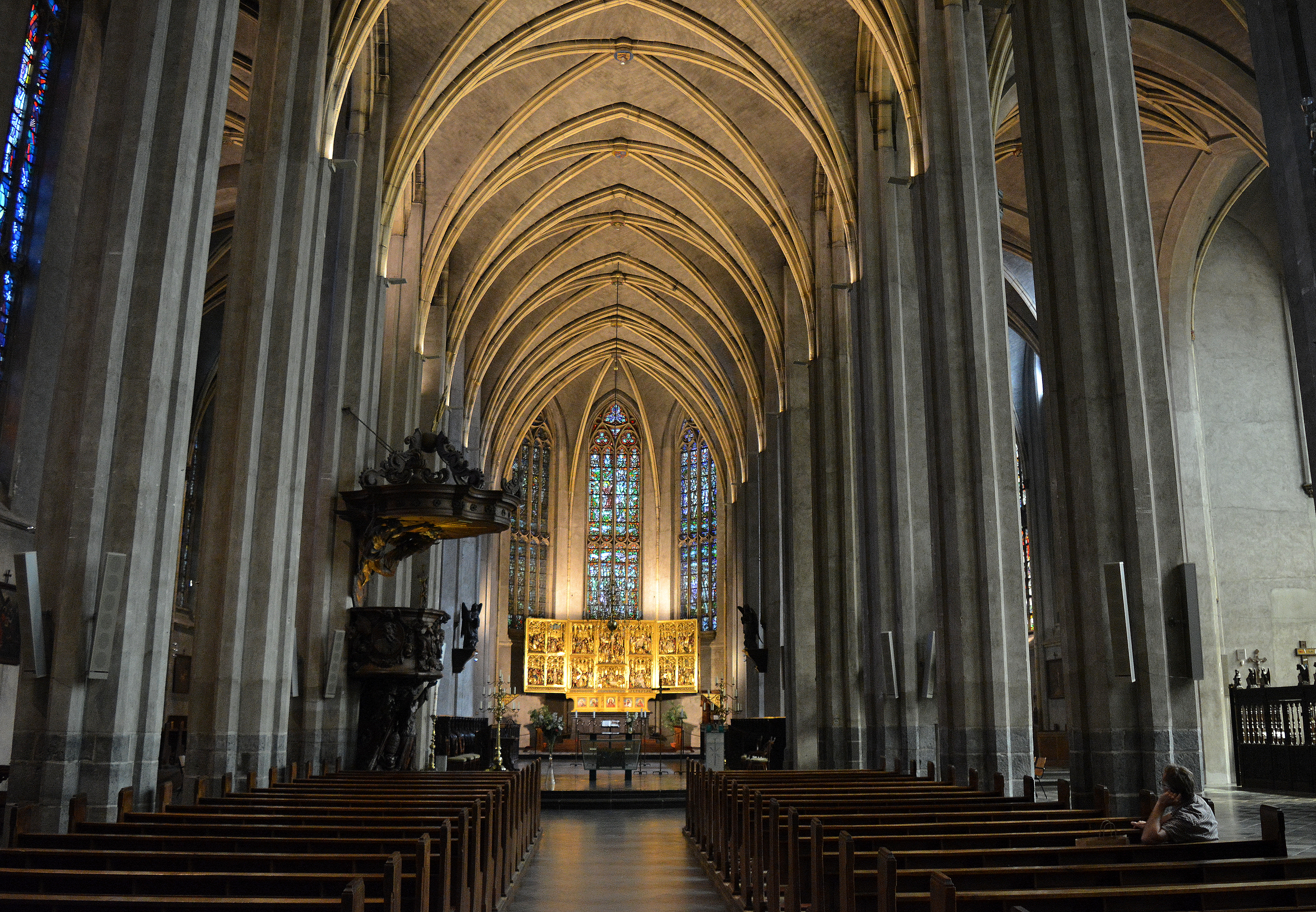
Wnętrze
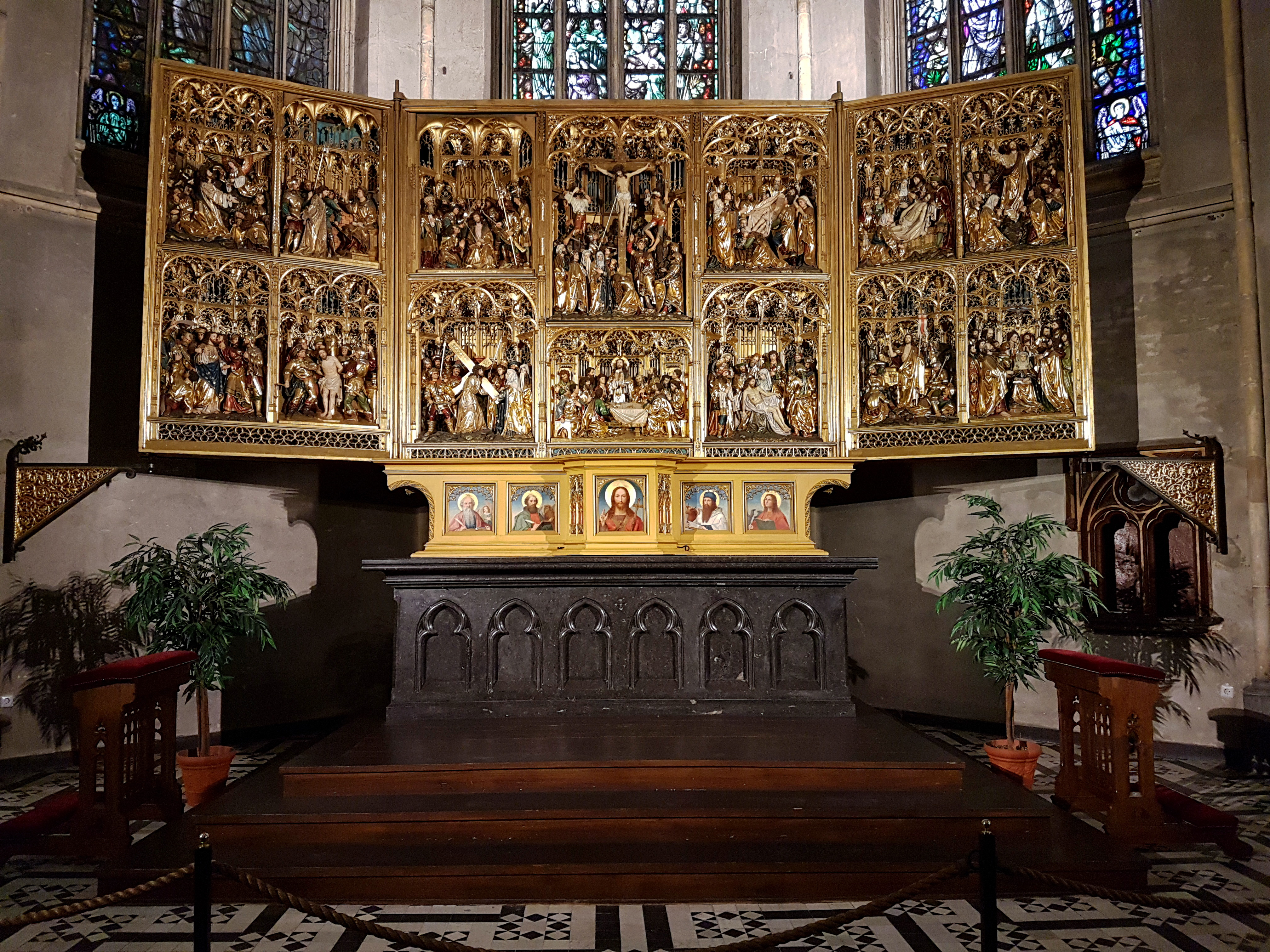
Ołtarz główny
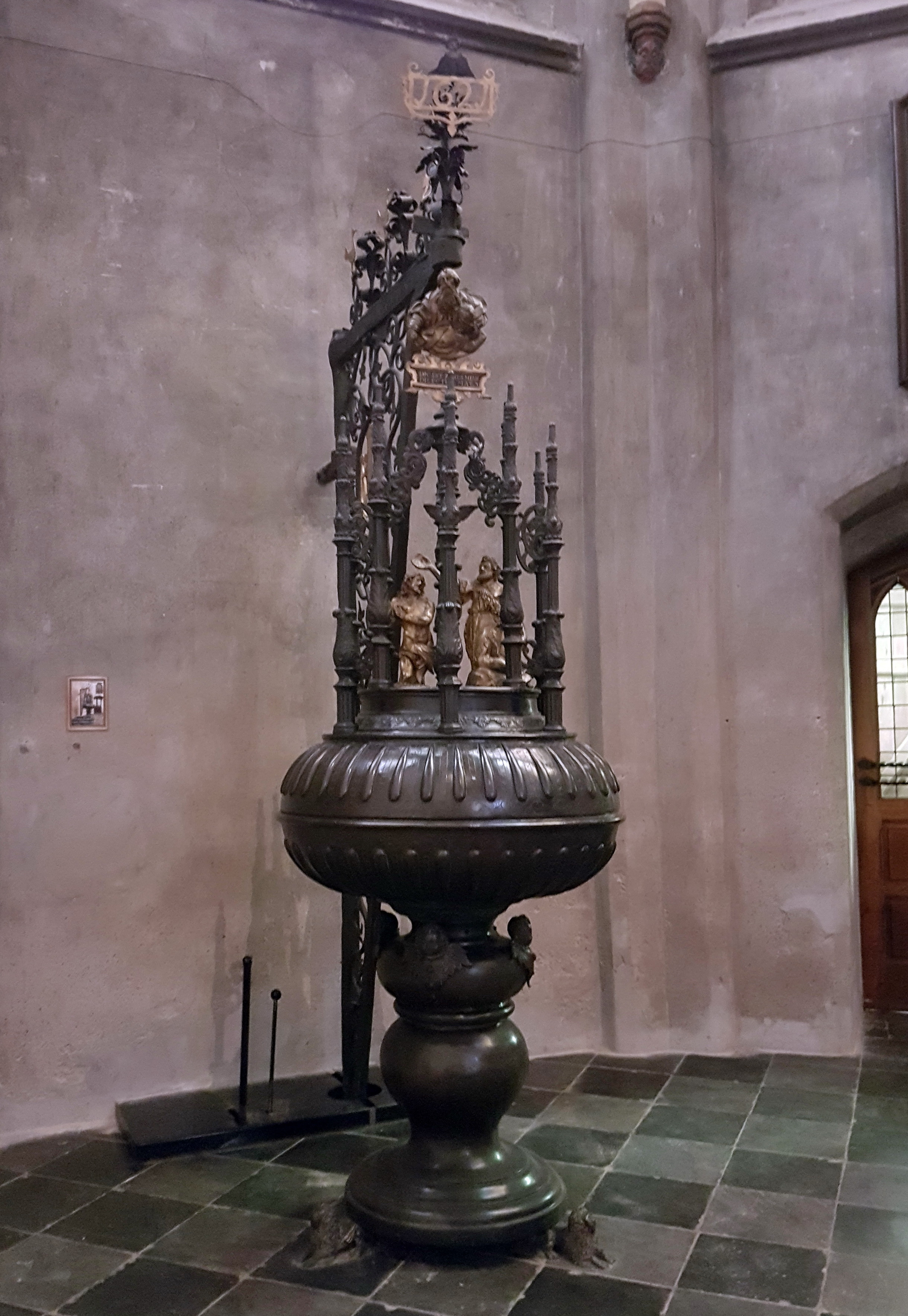
Chrzcielnica
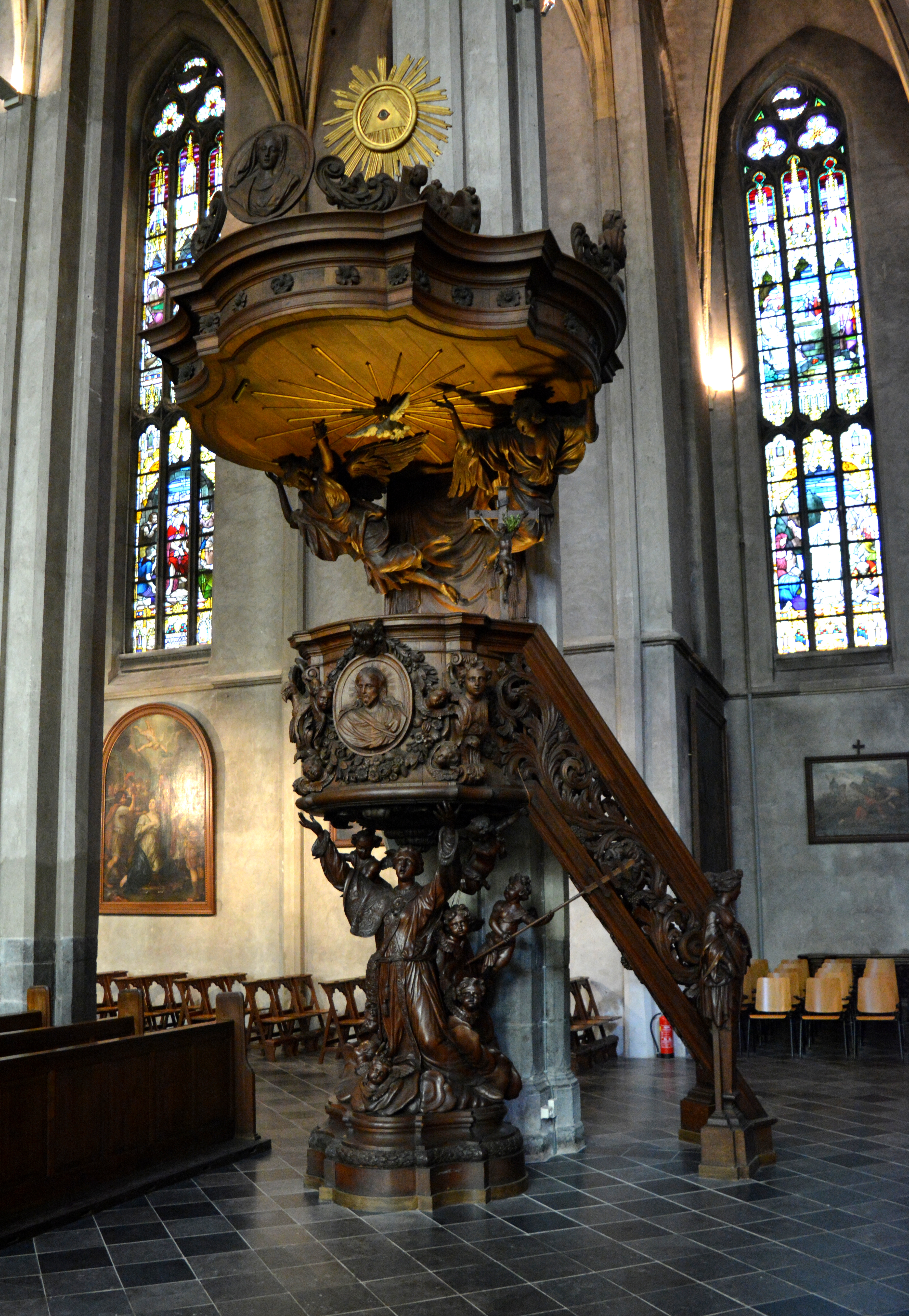
Ambona
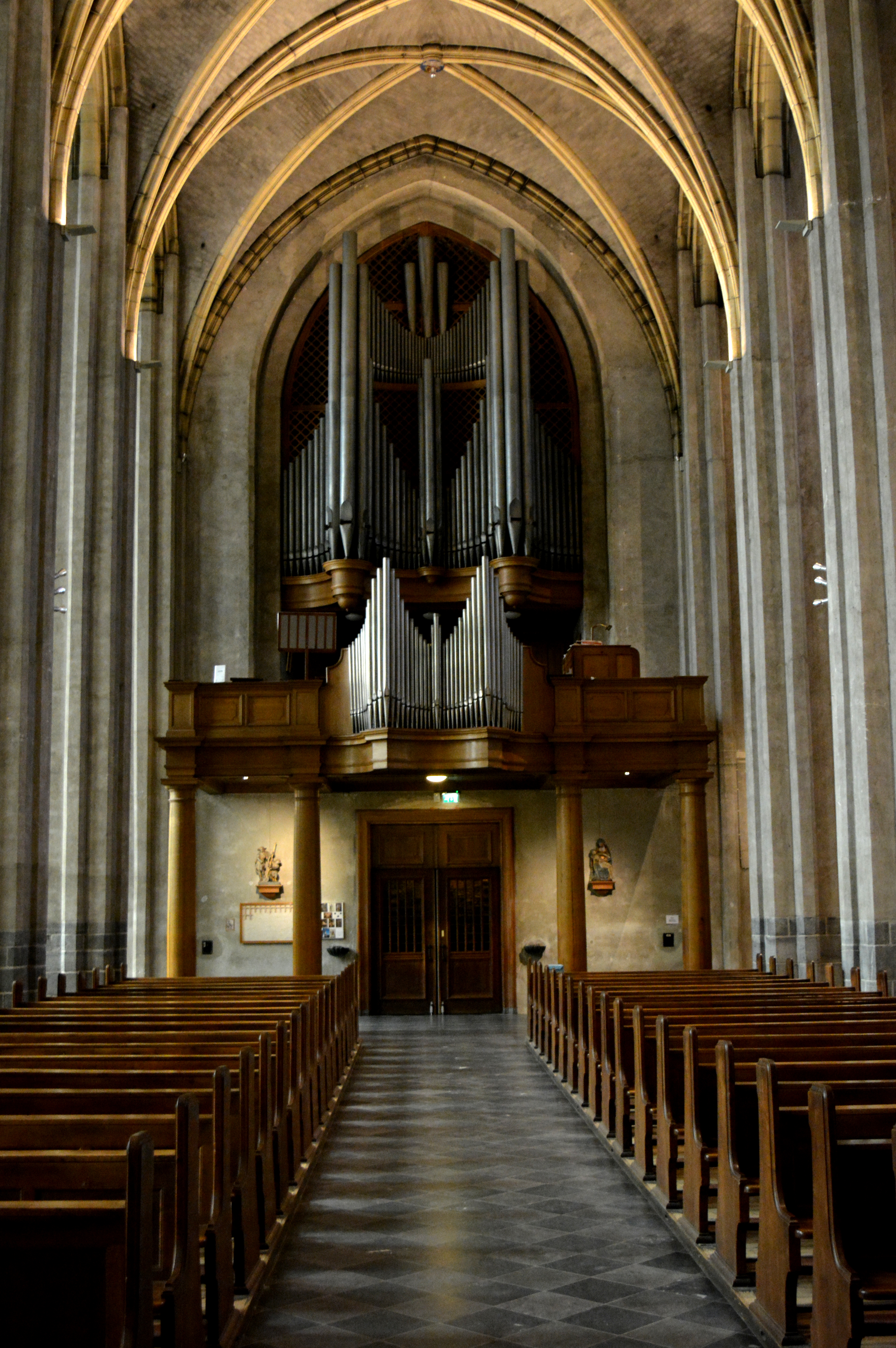
Empora i organy